# Jacques Dreux
Jacques Dreux est un scénariste français qui a collaboré avec Jean-Pierre Mocky et Raoul André

## Filmographie
- 1983 : À mort l'arbitre ! de Jean-Pierre Mocky
- 1979 : Le Piège à cons de Jean-Pierre Mocky
- 1978 : Le témoin de Jean-Pierre Mocky
- 1970 : Ces messieurs de la gâchette de Raoul André
- 1969 : Le Bourgeois gentil mec de Raoul André
- 1968 : Ces messieurs de la famille de Raoul André
- 1967 : Le Grand bidule de Raoul André
- 1962 : L'inspecteur Leclerc enquête, série TV - auteur de 2 épisodes :
  - Feu Monsieur Serley
  -  La mort d'un fantôme